# 維爾切斯港
維爾切斯港是哥倫比亞的城鎮，位於該國北部馬格達萊納河右岸，由桑坦德省負責管轄，面積1,588平方公里，海拔高度75米，每年平均降雨量3,104毫米，2005年人口31,058。
7°21′N 73°54′W / 7.350°N 73.900°W